# Won’t Back Down
Won’t Back Down (englisch etwa für „werde nicht zurückweichen“) ist ein Lied des US-amerikanischen Rappers Eminem, das er zusammen mit der Sängerin Pink aufnahm. Der Song ist auf seinem siebten Soloalbum Recovery, das am 18. Juni 2010 veröffentlicht wurde, enthalten.

## Inhalt
Auf Won’t Back Down verwendet Eminem zahlreiche Wortspiele, Vergleiche, Hyperbeln und Metaphern sowie sogenannte Punchlines, mit denen er imaginäre Gegner „disst.“ Er will zeigen, dass er nach der Karrierepause besser sei als je zuvor und vor niemandem zurückweichen werde. Dabei wendet Eminem sich vor allem an Frauen und macht zahlreiche sexuelle Anspielungen.

“You can sound the alarm, you can call out your guards

You can fence in your yard, you can hold all the cards

But I won’t back down

Oh no, I won’t back down, oh no”

## Produktion
Der Song wurde von dem US-amerikanischen Musikproduzenten DJ Khalil produziert. Er fungierte neben Eminem, Erik Alcock, Liz Rodrigues und Columbus Smith auch als Autor. Pink selbst war nicht am Songwriting beteiligt.

## Chartplatzierungen
Obwohl Won’t Back Down nicht als Single erschien, erreichte es nach Veröffentlichung des zugehörigen Albums Recovery aufgrund von Streaming und Downloads Platz 62 in den Vereinigten Staaten und Rang 82 im Vereinigten Königreich. Im deutschsprachigen Raum konnte es sich nicht in den Charts platzieren.
| ChartsChartplatzierungen       | Höchstplatzierung | Wochen |
| ------------------------------ | ----------------- | ------ |
| Vereinigtes Königreich (OCC)   | 82 (2 Wo.)        | 2      |
| Vereinigte Staaten (Billboard) | 62 (1 Wo.)        | 1      |

## Verkaufszahlen und Auszeichnungen
Won’t Back Down wurde im Jahr 2018 für mehr als eine Million verkaufte Einheiten in den Vereinigten Staaten mit einer Platin-Schallplatte ausgezeichnet. Die vergleichsweise hohen Verkäufe als Nicht-Singleveröffentlichung sind auch auf die Verwendung des Liedes im Videospiel Call of Duty: Black Ops sowie in Trailern zu den Filmen Mission: Impossible – Phantom Protokoll und Hitman: Agent 47 zurückzuführen.

| Land/Region                  | Auszeichnungen für Musikverkäufe (Land/Region, Auszeichnung, Verkäufe) | Verkäufe  |
| ---------------------------- | ---------------------------------------------------------------------- | --------- |
| Vereinigte Staaten (RIAA)    | Platin                                                                 | 1.000.000 |
| Vereinigtes Königreich (BPI) | Silber                                                                 | 200.000   |
| Insgesamt                    | 1× Silber · 1× Platin ·                                                | 1.200.000 |

Hauptartikel: Eminem/Auszeichnungen für Musikverkäufe